# Markersbacher Viadukt
Das Markersbacher Viadukt ist eine Eisenbahnbrücke beim Streckenkilometer 16 der Bahnstrecke Annaberg-Buchholz–Schwarzenberg in der Gemeinde Raschau-Markersbach im sächsischen Erzgebirgskreis.

## Beschreibung

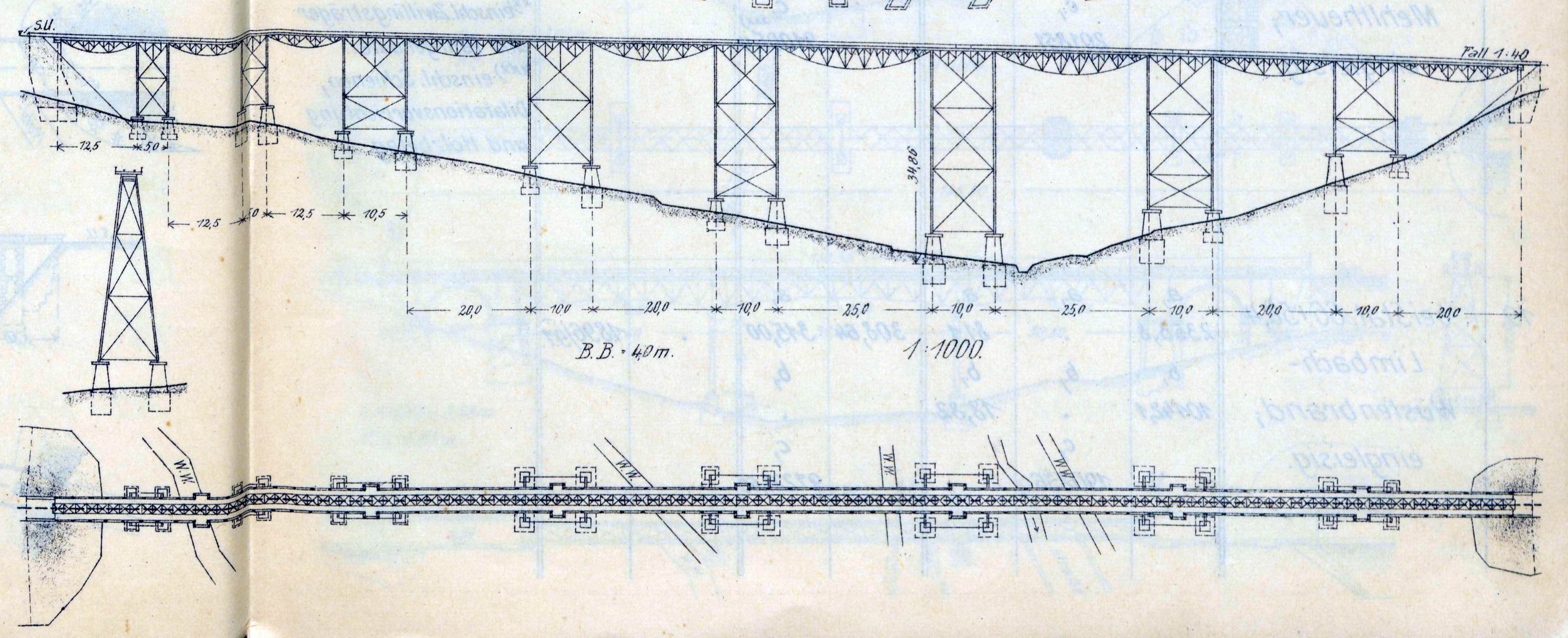
Zeichnung des Markersbacher Viadukts (1911)

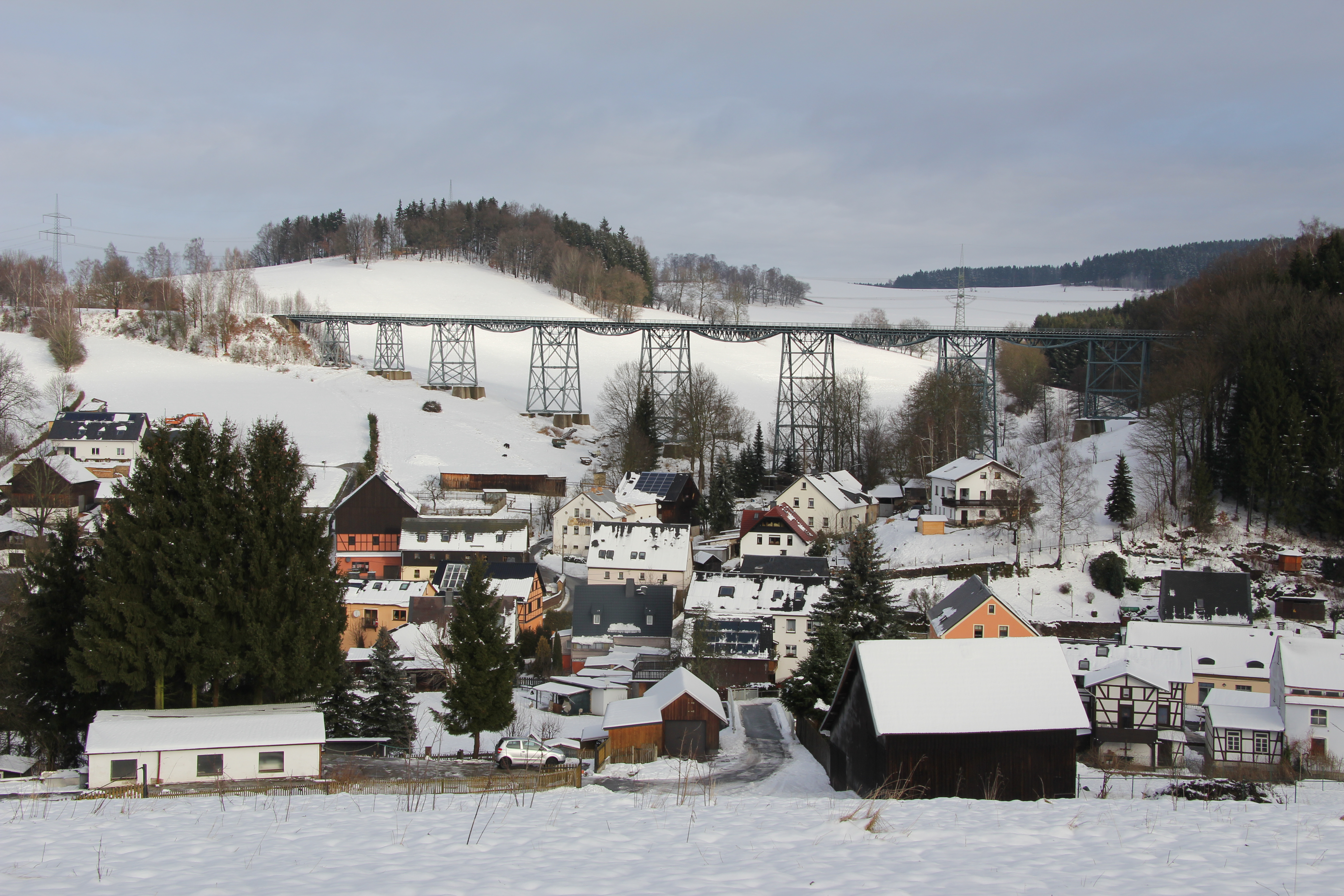
Markersbacher Viadukt im Winter (2015)

Das 36,5 m hohe und 236,5 m lange Gerüstpfeilerviadukt wurde von 1887 bis 1889 unter Leitung der Ingenieure und königlich sächsischen Baubeamten Claus Koepcke und Hans Manfred Krüger (1852–1926) errichtet, um ein Seitental der Großen Mittweida zu überqueren.
Die Leichtbau-Stahlkonstruktion umfasst acht trapezförmige Gerüstpfeiler und neun Öffnungen, vier zu 20 m, drei zu 12,5 m und zwei zu 25 m Weite. Das Konstruktionsgewicht beläuft sich auf 534 Tonnen. In ihrem Aussehen ist die Brücke an US-amerikanische Vorbilder angelehnt. Die Gleise liegen auf Fachwerkträgern mit gebogenem Untergurt und werden von diagonal verspannten Stahlfachwerk-Gerüststützen getragen. Hergestellt wurde die Brücke von der Königin Marienhütte in Cainsdorf bei Zwickau. Auf Grund ihres Aussehens wurde sie im Volksmund Streichholzbrücke genannt. Im bautechnischen Sprachgebrauch handelt es sich um Fischbauchträger.

## Gegenwärtige Nutzung

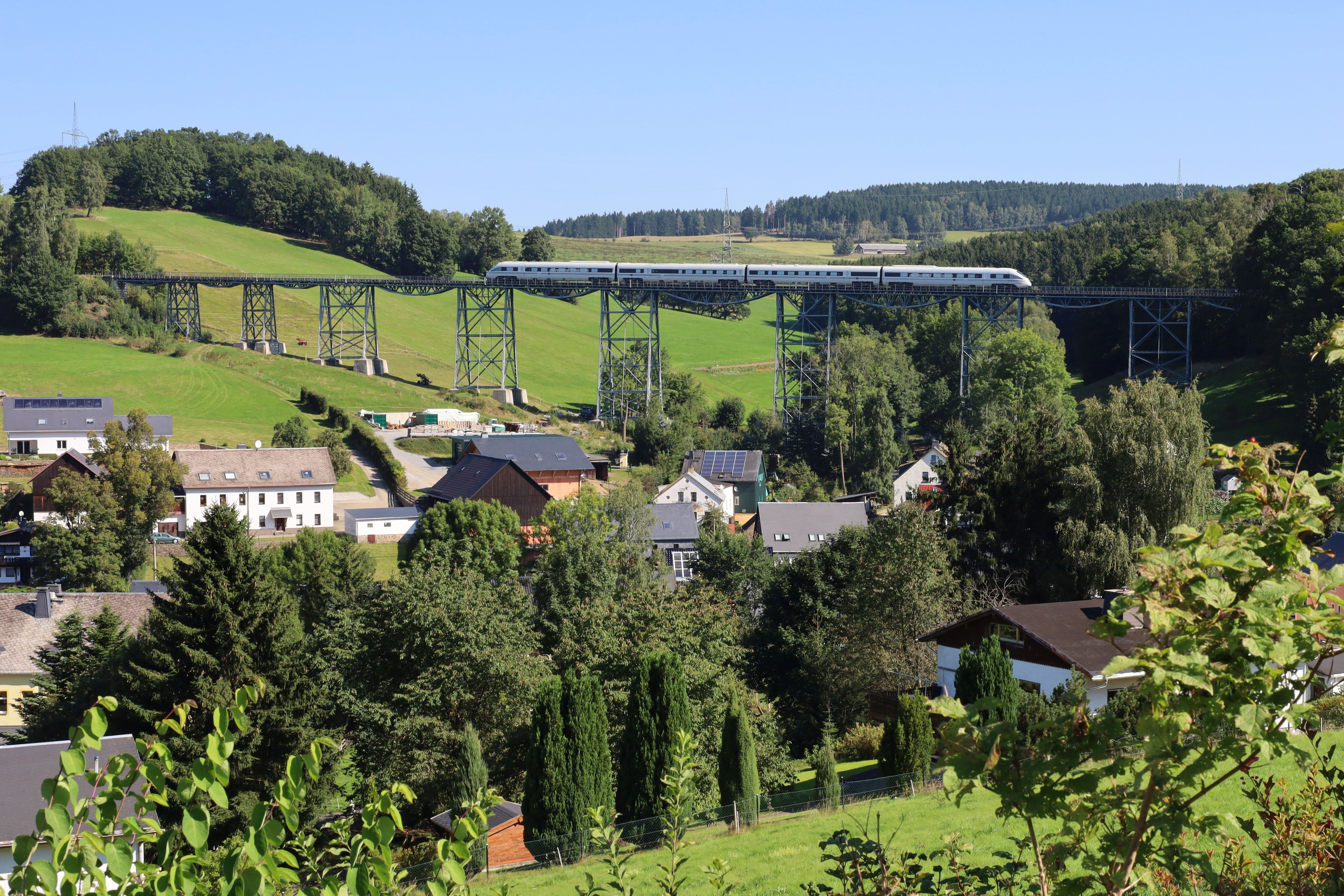
Advanced Trainlab auf dem Markersbacher Viadukt am 9. September 2021

Seit der Einstellung des Personenverkehrs auf dieser Eisenbahnstrecke am 27. September 1997 passieren meist nur noch wenige Sonderzüge das Markersbacher Viadukt. Im Jahr 2002 übernahm die Erzgebirgsbahn als neues Eisenbahninfrastrukturunternehmen die Bahnstrecke Annaberg-Buchholz–Schwarzenberg und damit die Wartung des Viaduktes.
Die Brücke wurde zwischen 2003 und 2009 etappenweise umfassend restauriert, sandgestrahlt und mit neuem Rostschutz und Farbanstrich versehen.
Die zulässige Geschwindigkeit auf dem Bauwerk beträgt 40 km/h.
Gegenwärtig wird die Bahnstrecke als Versuchslabor für Bahnforschung genutzt.